# エアポート'80
「エアポート'80」（"The Concorde...Airport'79"）は、1979年に制作された航空パニック映画。エアポート・シリーズの第4作（最終作）。主演アラン・ドロン、監督デヴィッド・ローウェル・リッチ、ユニバーサル映画作品。

## ストーリー
ワールド・フェデレーション航空がアメリカ合衆国で初めて購入したコンコルドが、フランス人のベテラン機長ポール・メトラン（アラン・ドロン）の操縦で、ワシントン・ダレス国際空港に到着した。
コンコルドは、翌日にはソ連から訪米中の親善スポーツ選手団を乗せ、パリ経由でモスクワ五輪のプレオリンピックが開かれるモスクワへ飛行する予定であった。その際には、ワールド・フェデレーション航空社長のイーライ（エディ・アルバート）の他、多数の招待客も乗り込み、アメリカ人ベテラン機長のジョー・パトローニ（ジョージ・ケネディ）が、メトランとともに操縦桿を握ることになっていた。また、スチュワーデスの一人イザベル（シルビア・クリステル）は、メトランのかつての恋人だった。
その夜、ニュースキャスターのマギー・ウィーラン（スーザン・ブレイクリー）のアパートに、大手軍需企業のハリソン産業で働くカール・パーカーという男が訪ねてきて、社長のケヴィン・ハリソン（ロバート・ワグナー）が武器の不正輸出を行っていることを告げるが、マギーの目の前で暗殺されてしまう。マギーはケヴィンの恋人であり、翌朝本人に会って問いただすが、ケヴィンは否定した。だが、取材のためコンコルドに乗り込む寸前、マギーはカールの妻から証拠書類を受け取り愕然とする。

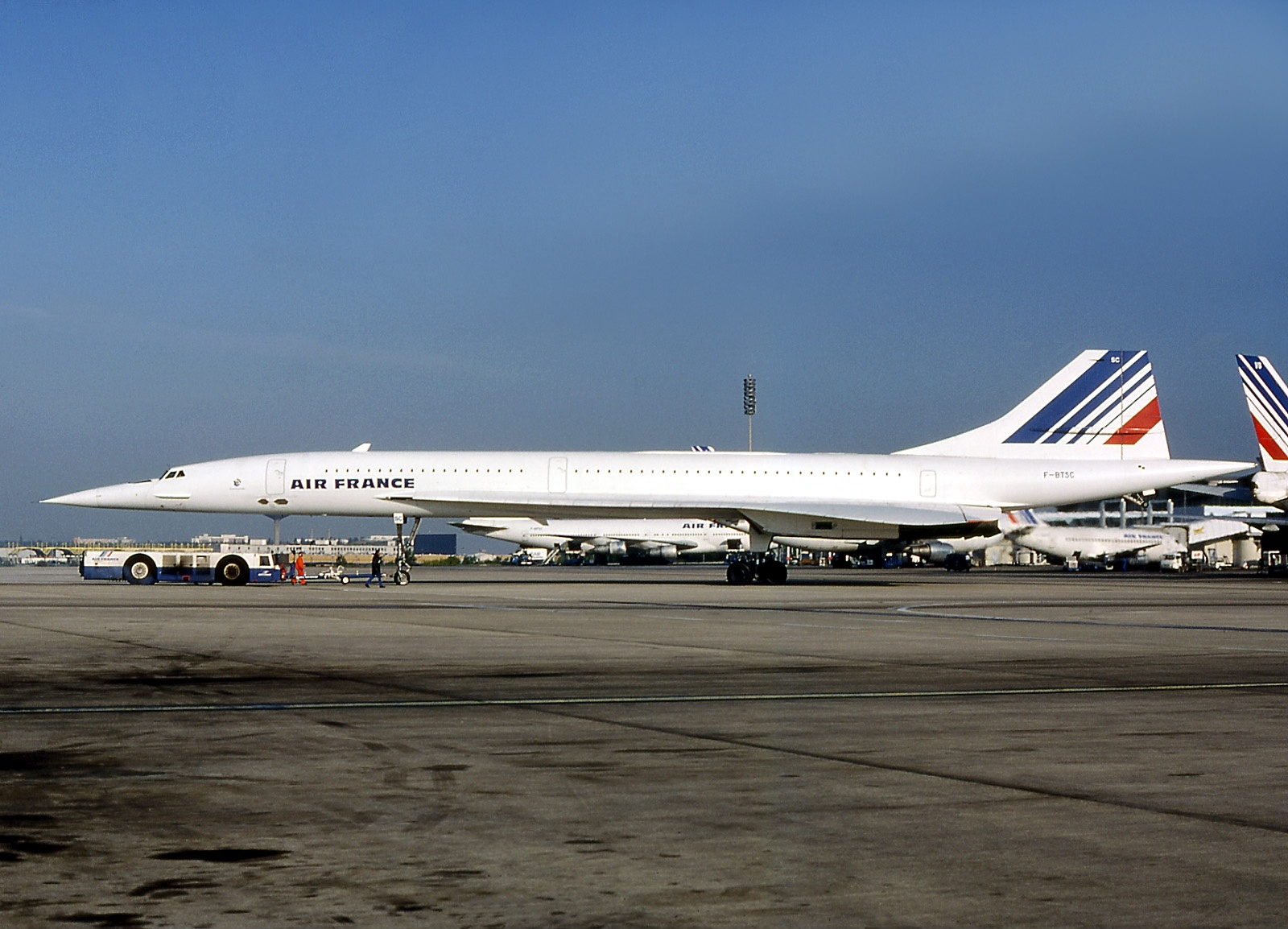
撮影に使用されたコンコルド
エールフランス所属 F-BTSC
1985年7月5日
パリ＝シャルル・ド・ゴール空港

コンコルドは飛び立った。ケヴィンは、真相を知ったマギーをコンコルドごと葬り去ろうと、テスト中のコンピューター制御ミサイル "バザード" のプログラムを書き変え、事故に見せかけてコンコルドを狙わせる。だが、パトローニの操縦で、コンコルドは辛くもバザードを回避。バザードは、スクランブルしたアメリカ空軍のF15戦闘機のミサイルで撃破された。焦ったケヴィンはパリの仲間に命じ、ファントム戦闘機でコンコルドをミサイル攻撃させる。ポールは熱源を追尾されるのをかわすため、全エンジンを停止し急降下。海面すれすれでエンジンを再点火し、ミサイルの回避に成功する。ファントムはスクランブルしたフランス空軍のミラージュF1戦闘機によって撃墜され、コンコルドは直前に信号弾を使ってミサイルを躱そうとした際に至近距離で爆発した衝撃で、油圧系統に故障を起こしながらも、なんとかパリ近郊のル・ブルジェ空港に緊急着陸する。
後を追ってパリに急行したケヴィンは、マギーに自ら真相を発表すると約束して時間を稼ぐと、シャルル・ド・ゴール国際空港に回送されたコンコルドに、買収した整備員の手で仕掛けを施させる。翌日、再び飛び立ったコンコルドは、アルプス上空を飛行中に貨物室のドアが吹き飛び、気圧低下によって客室の床に亀裂が入った。ポールとパトローニは、コンコルドを雪原に不時着させることを決意するのだが……。

## 概説
本作は、『大空港』に始まるエアポート・シリーズの第4作である。制作は『エアポート'75』、『エアポート'77/バミューダからの脱出』の制作総指揮ジェニングス・ラング、監督は『猫』（1969）のデヴィッド・ローウェル・リッチ、脚本は後年『フォレスト・ガンプ/一期一会』（1994）を手がけるエリック・ロス、音楽は『燃えよドラゴン』（1973）や『ダーティハリー』シリーズ（1971～1988）など映画・テレビドラマの音楽を数多く手がけているラロ・シフリンであった。
出演は、フランスから名優アラン・ドロンと、『エマニエル夫人』シリーズ（1974～1977）のシルビア・クリステルが参加。その他に『タワーリング・インフェルノ』（1974）のスーザン・ブレイクリーとロバート・ワグナー、『ローマの休日』（1953）のエディ・アルバート、スウェーデンの名女優ビビ・アンデショーン、そして『大地震』（1974）のジョージ・ケネディといった豪華な顔ぶれであった。ロバート・ワグナーとエディ・アルバートは、スクリーン上でのからみはなかったが、人気テレビ・シリーズ『華麗な探偵ピート&マック』（1975～1978）の名コンビでもあった。また、ジョージ・ケネディは、エアポート・シリーズ全作に同じジョー・パトローニ役で出演しているが、4作目にして初めて主役級のパイロット（機長）となった。
もう一方の主役であるコンコルドは、離陸や飛行シーンは実物をチャーターして撮影が行われた。スペクタクル・シーンは、ユニバーサル映画の親会社MCAが新開発した特撮技術 "シネソニック" が使われた。これは、精巧なコンコルドのミニチュアを大空をバックに合成し、自由自在に飛行するように見せられるもので、総制作費1500万ドルのうち、400万ドルがつぎこまれたという。
見所も満載の映画ではあったが、例えばコンコルドがジェット戦闘機に攻撃を受けるシーンでは、追跡してくるミサイルをコックピットから視認したパイロット（実際にはコックピットの視界からは後ろは全く見えない）がこれをかわすために宙返りから背面飛行まで見せた挙句、飛行中のコックピットの窓を開けて赤外線ホーミングミサイルを眩ますために信号銃を発射するなど、『大空港』で見せたそれなりの現実味からは遠く離れた荒唐無稽な物語になってしまった観がある。興行的にも成功とは言えず、エアポート・シリーズは本作をもって終了となってしまった。以後、今日に至っても、シリーズ中で最も低い評価を与えられたままである。
なお、本作中でアメリカ人スポーツ・キャスターと、ソ連の女子体操選手との恋愛が描かれているが、現実世界では翌1980年、西側諸国がモスクワ・オリンピックのボイコットを行った。また、本作の撮影に使用されたコンコルド機（機体記号F-BTSC）は、2000年に墜落事故を起こし、それがきっかけの一つとなって、2003年にはコンコルドの全機が退役している（コンコルド墜落事故参照）。

## キャスト
| 役名                 | 俳優                       | 日本語吹替                                                                                                  |
| 役名                 | 俳優                       | テレビ朝日版                                                                                                |
| -------------------- | -------------------------- | --- |
| ポール・メトラン     | アラン・ドロン             | 野沢那智 |
| マギー・ウィーラン   | スーザン・ブレイクリー     | 武藤礼子 |
| ケヴィン・ハリソン   | ロバート・ワグナー         | 城達也 |
| イザベル             | シルビア・クリステル       | 上田みゆき                                                                                                  |
| ジョー・パトローニー | ジョージ・ケネディ         | 小林清志 |
| ピーター・オニール   | デビッド・ワーナー         | 鈴木泰明 |
| アリシア・ロゴフ     | アンドレア・マルコヴィッチ | 幸田直子 |
| ロバート・パーマー   | ジョン・デヴィッドソン     | 田中秀幸 |
| ロレッタ             | マーサ・レイ               | 沼波輝枝 |
| グレッチェン         | モニカ・ルイス             | 京田尚子 |
| ハルパーン           | ロビン・ギャメル           | 仁内建之 |
| イーライ・サンド     | エディ・アルバート         | 村松康雄 |
| マルコフ             | エイヴリー・シュレイバー   | 水鳥鐵夫 |
| ボイジー・ジラード   | ジミー・ウォーカー         | 屋良有作 |
| フレーリッヒ         | ジョン・セダー             | 若本紀昭 |
| カール・パーカー     | メイコン・マッカルマン     | 宮内幸平 |
| フランシーヌ         | ビビ・アンデショーン       | |
| エイミー・サンド     | シビル・タニング           | |
| エレイン             | シシリー・タイソン         | |
| 不明 その他          |                            | 渡辺典子 鳳芳野 中島喜美栄 徳丸完 宗形智子 平林尚三 向殿あさみ 川浪葉子 尾崎桂子 幹本雄之 郷里大輔 広瀬正志 |
|                      |                            | |
| 演出                 | 演出                       | 左近允洋 |
| 翻訳                 | 翻訳                       | 進藤光太 |
| 効果                 | 効果                       | PAG |
| 調整                 | 調整                       | 栗林秀年 |
| 制作                 | 制作                       | グロービジョン                                                                                              |
| 解説                 | 解説                       | 淀川長治 |
| 初回放送             | 初回放送                   | 1982年4月4日 『日曜洋画劇場』21:00-23:09                                                                    |

※DVDには再放送時の短縮版が、Blu-rayには初回放送時の延長枠版が収録。

## スタッフ
- 制作：ジェニングス・ラング
- 監督：デヴィッド・ローウェル・リッチ
- 脚色：エリック・ロス
- 原案：ジェニングス・ラング
- 原作：アーサー・ヘイリー
- 撮影：フィリップ・ラスロップ
- 音楽：ラロ・シフリン
- 日本語字幕：高瀬鎮夫[2]